# Composition isotopique
Cet article court présente un sujet plus développé dans : Rapport isotopique.
La composition isotopique d'un échantillon indique les proportions des divers isotopes d'un élément chimique particulier (ou de plusieurs éléments) dans cet échantillon.

## Contexte
Les noyaux de tous les atomes d'un même élément chimique comportent le même nombre de protons (ce nombre est aussi celui des électrons présents dans le cortège électronique qui enveloppe le noyau de l'atome neutre) mais peuvent comporter différents nombres de neutrons. Les atomes qui ne diffèrent que par le nombre de neutrons sont des isotopes d'un même élément chimique.
Tous les atomes de carbone comportent 6 protons et 6 électrons. Cependant, tous les atomes de carbone ne sont pas identiques : certains ont un noyau comportant 6 neutrons tandis que pour d'autres le noyau comprend 7 ou 8 neutrons. Ces atomes de carbone qui n'ont pas le même nombre de masse (c'est-à-dire le nombre de nucléons : protons et neutrons) sont dits des isotopes. Les atomes de carbone 12 et de carbone 13 (6 protons et 6 ou 7 neutrons) sont stables, tandis que les atomes de carbone 14 (6 protons et 8 neutrons) sont radioactifs.

## Variabilité
La composition isotopique peut varier d'un échantillon à l'autre en fonction de l'origine ou de l'évolution de ces échantillons.
- La composition isotopique diffère quand des échantillons proviennent de « réservoirs » différents, héritiers d'histoires géologiques voire planétologiques différentes.
- La composition isotopique d'un élément chimique varie au cours du temps quand certains de ses isotopes sont radioactifs, et/ou quand ils sont radiogéniques, cosmogéniques, ou affectés par des échanges avec l'extérieur.

## Applications
La variabilité des compositions isotopiques est à l'origine d'un grand nombre d'applications :
- la datation de roches et d'autres objets, de phénomènes géologiques (métamorphisme, par exemple), etc. ;
- le traçage de l'origine de divers matériaux (roches et matériaux de construction, organismes vivants[1], etc.) à l'aide de « paysages isotopiques (en) » ;
- l'étude de l'évolution de divers paramètres affectant la composition isotopique, par exemple en paléoclimatologie l'évolution de la température (qui affecte la proportion d'oxygène 18 dans les glaces) ;
- l'étude de comportements passés, notamment alimentaires, à partir d'ossements ou de fossiles[2].

## Représentation
La composition isotopique peut être exprimée sous la forme des pourcentages des différents isotopes, mais cette représentation n'est guère utilisée que pour des présentations générales (par exemple, la composition isotopique moyenne de l'air).
Pour des applications quantitatives, la composition isotopique est généralement représentée par des rapports isotopiques (en mettant au dénominateur, sauf exception, l'isotope le plus abondant ou le moins variable), pour plusieurs raisons :
- ce sont les rapports isotopiques qu'on mesure directement, avec des incertitudes expérimentales qu'on sait estimer ;
- ce sont eux aussi qui apparaissent directement dans les formules mathématiques utilisées dans les applications ;
- les pourcentages des différents isotopes sont tous affectés par l'incertitude la plus grande parmi celles des différents rapports isotopiques ;
- quand un seul rapport isotopique est modifié par une nouvelle mesure, toutes les proportions sont affectées.